# Brachyramphus perdix
Brachyramphus perdix (лат.) — вид птиц из семейства чистиковых. Подвидов не выделяют. До недавнего времени вид объединяли с Brachyramphus marmoratus.

## Распространение
Небольшие морские птицы, обитающие в северной части Тихого океана от Охотского моря и Камчатки (территория России) до северной части Японии (Хоккайдо). Зимуют преимущественно в южных районах Охотского моря и Японии, хотя некоторые особи могут перезимовать у Сахалина. Представители вида склонны к залётам и многократно отмечались в Северной Америке и Европе. Трижды наблюдались на территории КНДР.

## Описание
Длина тела 24—26 см. Вес самца 258—357 г. Размах крыльев 43 см. В целом, выглядит более темным в области головы, на затылке и лбу, в отличие от B. marmoratus. Более крупные птицы с заметно более длинным клювом и крыльями, в летнем оперении имеют пятнистые или полосатый бугорки на верхней части тела, без ржавых областей на спинке, лопатках, крупе и надхвостье, характерных для B. marmoratus, в то время как на нижней стороне тела расположено больше белых пятен, а горло более бледное. В зимнем оперении не имеют почти полного белого воротника на шее и большой чёрной области под глазом, при этом обычно имеют частичное или разорванное белое пятно (не очень надежный признак) и узкую белую краевую полосу на внешней прямой стороне хвоста, которая отсутствует у B. marmoratus.

## Биология
Рацион не выяснен. О размножении известно очень мало. Было найдено всего несколько гнёзд, как устроенных на деревьях, так и расположенных на земле. Откладывают единственное яйцо от бледно-оливково-зелёного до зеленовато-желтого цвета, покрытое хаотично расположенными коричневыми, чёрными и фиолетовыми пятнами, особенно на тупом конце. Размеры яйца: 63,6—66,2 мм × 39—39,3 мм, масса 48—53,7 г.